# 约亨·弗拉茨
约亨·弗拉茨（德語：Jochen Fraatz，1963年5月14日—），德国男子手球运动员。他曾代表西德和德国参加1984年和1992年夏季奥林匹克运动会手球比赛，其中1984年奥运会获得一枚银牌。